# Lagkadia
Lagkadia (in greco Λαγκάδια?) è un ex comune della Grecia nella periferia del Peloponneso di 952 abitanti secondo i dati del censimento 2001.
Qua è nato il politico Nikolaos Chountis. 
È stato soppresso a seguito della riforma amministrativa detta Programma Callicrate in vigore dal gennaio 2011 ed è ora compreso nel comune di Gortynia.

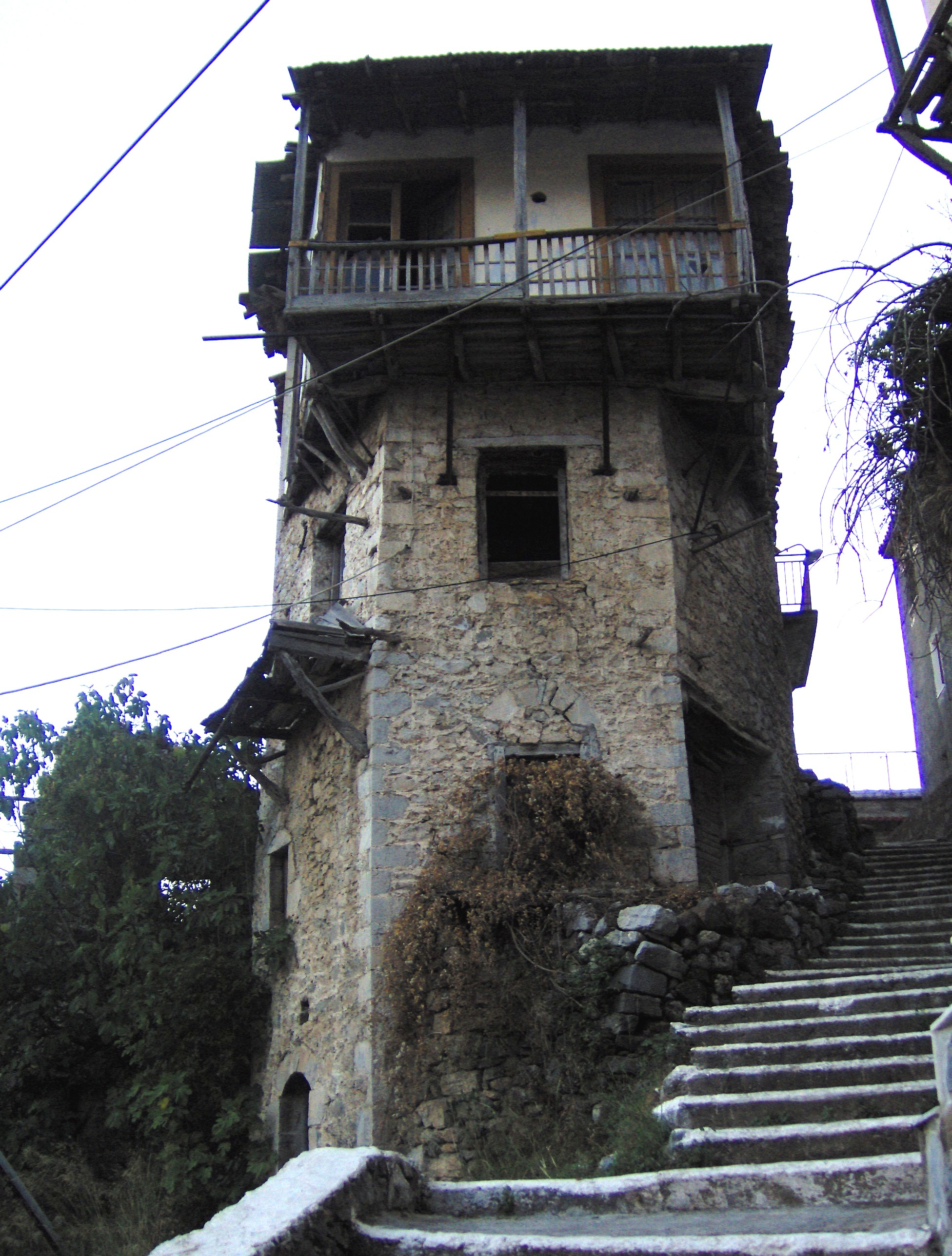
Una casa a Lagkadia